# مريم أرزوقي
مريم أرزوقي (من مواليد 6 مارس 1987) هي لاعبة رماية كويتية. شاركت في منافسة للرماية بالبندقية الهوائية بمسافة 10 أمتار للنساء و 50 متر بثلاث أوضاع في الألعاب الأولمبية الصيفية 2012.

## روابط خارجية
- مريم أرزوقي على موقع الاتحاد الدولي (الإنجليزية)
- مريم أرزوقي على موقع أوليمبيديا (الإنجليزية)